# Mae Marsh
Pour les articles homonymes, voir Marsh.
Mae Marsh est une actrice américaine née le 9 novembre 1894 à Madrid, au Nouveau-Mexique et morte le 13 février 1968 à Hermosa Beach, en Californie (États-Unis). Avec Lillian Gish, Blanche Sweet et Mary Pickford, elle fait partie des premières vedettes féminines du cinéma muet, en plein essor dans les années 1910.

## Biographie
Née en 1894, ou 1895, Mae Marsh, de son vrai nom Mary Warne Marsh, est une actrice américaine dont la carrière couvre cinquante années d'histoire du cinéma. Elle débute sous la direction de David Wark Griffith et Mack Sennet, à la Biograph Company, dans les années 1910, à la suite de sa sœur Marguerite, déjà actrice,,.
Elle n'a pas d'expérience théâtrale préalable, contrairement à la plupart des autres comédiennes, comme les sœurs Gish et Mary Pickford. Après avoir fait de la figuration ou joué de petits rôles (elle débute à 15 ans dans Ramona) sous la direction de Griffith, celui-ci lui donne enfin sa chance en 1912 dans Man's Genesis et dans The Sand of dee. Elle s'y révèle excellente au point que Mary Pickford la trouve meilleure qu'elle n'aurait pu l'être et encourage Griffith à engager des amateurs. Elle participe ainsi à la prise de conscience que le jeu pour la caméra ne nécessite pas forcément la même formation, et la même pratique, que celui pour la scène,. Elle obtient, grâce à son naturel et sa sensibilité, des rôles de plus en plus importants. Lillian Gish dira de Mae Marsh qu'elle jouait à cette époque tous les rôles qu'elle aurait souhaité elle-même avoir et qu'elle le faisait mieux qu'elle n'aurait pu le faire.
En 1914, elle s'impose dans plusieurs premiers longs métrages de Griffith, comme Judith de Béthulie, The Avenging Conscience et Brute Force. Elle est aussi au cœur de la distribution des deux premières superproductions du cinéma américains, Naissance d'une nation et surtout Intolérance (1916). Elle y joue, dans la partie contemporaine, la jeune mère dont le compagnon est injustement accusé de meurtre,.
Elle quitte ensuite l'équipe de Griffith pour rejoindre la Goldwyn Company mais sans y rencontrer beaucoup de succès,. En 1923, elle est à nouveau engagée par Griffith, dans La Rose blanche (The White Rose), où elle livre une interprétation pleine de passion.
Sa carrière déclinera ensuite mais, contrairement à beaucoup d'acteurs du muet, elle continuera à tourner, jouant notamment plusieurs seconds rôles et caméos dans des films de John Ford. Elle meurt en 1968, aux États-Unis,.
Elle est la sœur de l'actrice Marguerite Marsh (1888-1925), du directeur de la photographie Oliver T. Marsh (1893-1941), et de l'actrice Mildred Marsh (1898-1975).

## Filmographie

### Années 1910
- 1910 : Ramona
- 1910 : Serious Sixteen
- 1911 : Fighting Blood
- 1912 : A Siren of Impulse
- 1912 : A Voice from the Deep : Jeune fille sur la plage
- 1912 : Just Like a Woman : Au Club
- 1912 : One Is Business, the Other Crime
- 1912 : The Lesser Evil
- 1912 : The Old Actor
- 1912 : A Lodging for the Night de D. W. Griffith : La femme du premier couple mexicain
- 1912 : His Lesson : Une visiteuse
- 1912 : When Kings Were the Law de D. W. Griffith : Au tribunal
- 1912 : A Beast at Bay : La jeune femme amie
- 1912 : Home Folks de D. W. Griffith : Au Barn Dance
- 1912 : A Temporary Truce
- 1912 : Lena and the Geese de D. W. Griffith : La jeune fille adoptée
- 1912 : The Spirit Awakened
- 1912 : The School Teacher and the Waif : La lycéenne
- 1912 : An Indian Summer : La fille de la veuve
- 1912 : Genèse humaine (Man's Genesis) : Lillywhite
- 1912 : The Sands of Dee : Mary
- 1912 : The Inner Circle
- 1912 : The Kentucky Girl : La sœur de Bob
- 1912 : The Parasite
- 1912 : Two Daughters of Eve
- 1912 : For the Honor of the Seventh
- 1912 : The Civilian
- 1912 : Brutality : La jeune femme
- 1912 : Le Chapeau de New York (The New York Hat) de D. W. Griffith (court-métrage) : La deuxième commère
- 1912 : The Indian Uprising at Santa Fe : Juan
- 1913 : Three Friends : L'épouse de l'ami
- 1913 : La Jeune téléphoniste et la femme du monde : La jeune téléphoniste
- 1913 : An Adventure in the Autumn Woods de D. W. Griffith : La jeune fille
- 1913 : The Tender Hearted Boy de D. W. Griffith : La sœur du garçon au cœur tendre
- 1913 : Love in an Apartment Hotel : Angelina Millingford, une domestique
- 1913 : Broken Ways
- 1913 : A Girl's Stratagem
- 1913 : Near to Earth de D. W. Griffith : Une des amies de Gato
- 1913 : Fate
- 1913 : The Perfidy of Mary : Mary
- 1913 : The Little Tease
- 1913 : Le Vagabond (The Wanderer) de D. W. Griffith
- 1913 : His Mother's Son : La fille
- 1913 : A Timely Interception
- 1913 : Her Mother's Oath : À l'église
- 1913 : The Sorrowful Shore de D. W. Griffith : Sur le rivage
- 1913 : The Reformers; or, The Lost Art of Minding One's Business : La fille
- 1913 : Two Men of the Desert
- 1913 : For the Son of the House : La jeune femme
- 1913 : Influence of the Unknown : La jeune femme
- 1913 : The Girl Across the Way de Christy Cabanne : La jeune fille
- 1913 : By Man's Law
- 1913 : Pendant la bataille (The Battle at Elderbush Gulch) de D. W. Griffith : Sally, la jeune fille protégeant ses chiens
- 1914 : Judith de Béthulie (Judith of Bethulia) de D. W. Griffith : Naomi
- 1914 : Apple Pie Mary
- 1914 : Brute Force de D. W. Griffith : Lillywhite
- 1914 : The Great Leap: Until Death Do Us Part de Christy Cabanne : Mary Gibbs
- 1914 : The Broken Bottle
- 1914 : Home, Sweet Home : Apple Pie Mary
- 1914 : The Girl in the Shack
- 1914 : The Swindlers
- 1914 : The Escape : Jennie Joyce
- 1914 : The Birthday Present
- 1914 : La Conscience vengeresse (The Avenging Conscience ou Thou Shalt Not Kill) de D. W. Griffith : La domestique
- 1914 : Moonshine Molly
- 1914 : Meg of the Mines
- 1914 : The Great God Fear
- 1914 : The Genius
- 1915 : Naissance d'une nation (The Birth of a Nation) : Flora Cameron
- 1915 : The Outcast : La fille
- 1915 : The Outlaw's Revenge
- 1915 : The Victim : Mary Hastings, épouse de Frank
- 1915 : Her Shattered Idol : Mae Carter

- 1915 : Big Jim's Heart
- 1916 : Hoodoo Ann : Hoodoo Ann

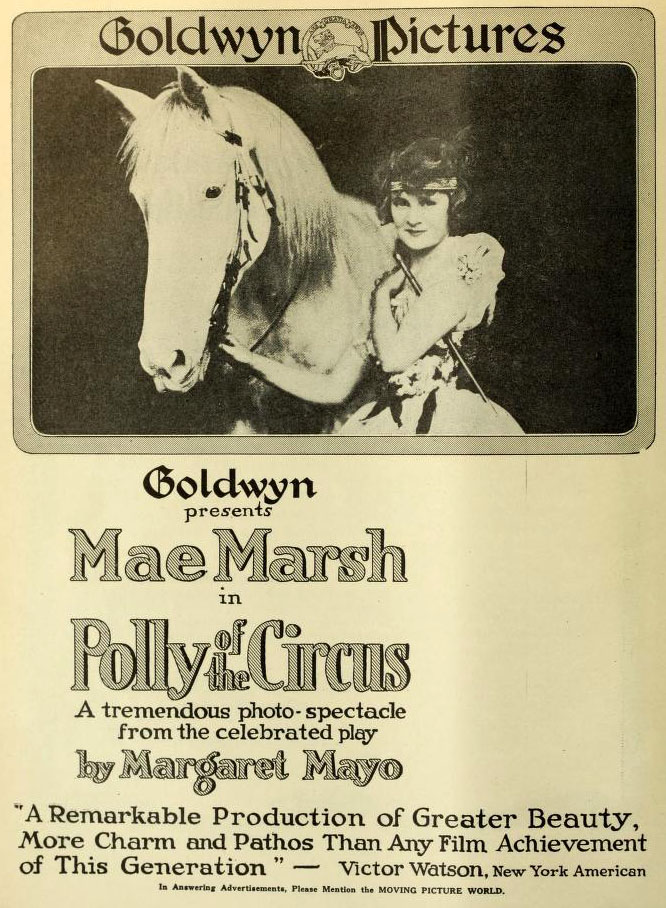
Polly of the Circus (1917)

- 1916 : A Child of the Paris Streets : Julie, la femme enfant
- 1916 : A Child of the Streets
- 1916 : A Wild Girl of the Sierras : La fille sauvage
- 1916 : The Marriage of Molly-O : Molly-O
- 1916 : Intolérance (Intolerance: Love's Struggle Throughout the Ages) : La jeune mère accusée dans l'épisode moderne
- 1916 : The Little Liar : Maggie
- 1916 : The Wharf Rat : Polly
- 1917 : Polly of the Circus : Polly
- 1917 : Sunshine Alley : Nell

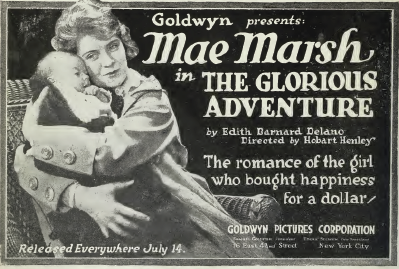
Mae Marsh : publicité pour The Glorious Adventure

- 1917 : The Cinderella Man : Marjorie Caner
- 1918 : Stake Uncle Sam to Play Your Hand
- 1918 : Fields of Honor : Marie Messereau
- 1918 : The Beloved Traitor : Mary Garland
- 1918 : The Face in the Dark : Jane Ridgeway
- 1918 : All Woman : Susan Sweeney
- 1918 : The Glorious Adventure : Carey Wethersbee
- 1918 : Money Mad : Elsie Dean
- 1918 : Hidden Fires : Peggy Murray / Louise Parke
- 1918 : The Racing Strain : Lucille Cameron
- 1919 : The Bondage of Barbara : Barbara Grey
- 1919 : Spotlight Sadie : Sadie Sullivan
- 1919 : The Mother and the Law : La jeune mère accusée

### Années 1920
- 1920 : The Little 'Fraid Lady : Cecilia Carne
- 1921 : Nobody's Kid : Mary Cary
- 1922 : Flames of Passion de Graham Cutts : Dorothy Hawke
- 1922 : La Rencontre (Till We Meet Again) de Christy Cabanne : Marion Bates
- 1923 : La Rose blanche (The White Rose) : Bessie 'Teazie' Williams
- 1923 : Paddy the Next Best Thing de Graham Cutts : Paddy
- 1924 : Daddies : Ruth Atkins
- 1924 : Arabella
- 1925 : The Rat : Odile Etrange
- 1925 : Tides of Passion : Charity
- 1928 : Racing Through

### Années 1930
- 1931 : Maman (Over the Hill) de Henry King : Ma Shelby
- 1932 : Rebecca of Sunnybrook Farm d'Alfred Santell : tante Jane
- 1932 : That's My Boy de Roy William Neill : Mom Scott
- 1933 : Alice au pays des merveilles (Alice in Wonderland) de Norman Z. McLeod
- 1934 : Et demain ? (Little Man, What Now ?) : L'épouse de Karl Goebbler
- 1934 : Bachelor of Arts : Mrs. Mary Barth
- 1935 : Furie noire (Black Fury) : Mrs. Mary Novak
- 1936 : Hollywood Boulevard : Carlotta Blakeford
- 1939 : Sur la piste des Mohawks (Drums Along the Mohawk) : La pionnière
- 1939 : Swanee River : Mrs. Jonathan Fry

### Années 1940
- 1940 : The Man Who Wouldn't Talk : Mrs. Stetson
- 1940 : Les Raisins de la colère (The Grapes of Wrath) de John Ford : L'épouse de Floyd
- 1940 : Jeunesse (Young People) d'Allan Dwan : Maria Liggett
- 1941 : La Route du tabac (Tobacco Road) de John Ford
- 1941 : The Cowboy and the Blonde de Ray McCarey : L'employée
- 1941 : La Reine des rebelles (Belle Starr) d'Irving Cummings : la femme du prêcheur
- 1941 : Quel pétard ! (Great Guns) de Monty Banks : Tante Martha
- 1941 : Qu'elle était verte ma vallée (How Green Was My Valley) de John Ford : une épouse
- 1941 : L'Étang tragique (Swamp Water) de Jean Renoir : Mrs. McCord
- 1941 : Adieu jeunesse (Remember the Day) de Henry King : Un professeur
- 1942 : Blue, White and Perfect : Mrs. Toby
- 1942 : Le Chevalier de la vengeance (Son of Fury: The Story of Benjamin Blake) de John Cromwell : Mrs. Purdy
- 1942 : It Happened in Flatbush : Tante Mae
- 1942 : Six destins (Tales of Manhattan) de Julien Duvivier : Molly
- 1942 : The Loves of Edgar Allan Poed'Harry Lachman : Mrs. Phillips
- 1942 : Just Off Broadway : une femme
- 1942 : Quiet Please: Murder de John Larkin : Miss Hartwig
- 1943 : Dixie Dugan de Otto Brower : Mrs. Sloan
- 1943 : La Nuit sans lune (The Moon Is Down) d'Irving Pichel : Villageoise
- 1943 : Le Chant de Bernadette (The Song of Bernadette) de Henry King : une femme
- 1943 : Jane Eyre (Jane Eyre), de Robert Stevenson : Leah
- 1944 : J'avais cinq fils (The Sullivans) de Lloyd Bacon  une femme
- 1944 : In the Meantime, Darling d'Otto Preminger : Emma
- 1945 : Le Lys de BrooklynA Tree Grows in Brooklyn (A Tree Grows in Brooklyn) d'Elia Kazan : la professeur de piano
- 1945 : The Dolly Sisters d'Irving Cummings : Annie, la demoiselle aux fleurs
- 1945 : Péché mortel (Leave Her to Heaven) de John M. Stahl : la pêcheuse
- 1946 : Johnny Comes Flying Home de Benjamin Stoloff : Passagère du bus
- 1946 : La Poursuite infernale (My Darling Clementine) de John Ford : la sœur de Simpson
- 1947 : Un mariage à Boston (The Late George Apley) de Joseph L. Mankiewicz : la domestique
- 1947 : Le Miracle de la 34e rue (Miracle on 34th Street) de George Seaton : Femme à Santa Line
- 1947 : Femme ou maîtresse (Daisy Kenyon) d'Otto Preminger : la femme quittant l'appartement
- 1948 : Le Massacre de Fort Apache (Fort Apache) de John Ford : Mrs. Gates
- 1948 : Deep Waters de Henry King : Molly Thatcher
- 1948 : La Fosse aux serpents (The Snake Pit) d'Anatole Litvak : la mère de Tommy
- 1948 : Le Fils du désert (3 Godfathers) de John Ford : Mrs. Perley Sweet
- 1949 : Chaînes conjugales (A Letter to Three Wives) de Joseph L. Mankiewicz : Miss Jenkins
- 1949 : Impact d'Arthur Lubin : Mrs. King
- 1949 : It Happens Every Spring de Lloyd Bacon : la domestique de Greenleaf
- 1949 : Le Bagarreur du Kentucky (The Fighting Kentuckian) de George Waggner : Sister Hattie

### Années 1950
- 1950 : Planqué malgré lui (When Willie Comes Marching Home) de John Ford : Mrs. Fettles
- 1950 : La Cible humaine (The Gunfighter) de Henry King : Mrs. O'Brien
- 1950 : Trois gosses sur les bras (My Blue Heaven) de Henry Koster : La domestique
- 1951 : Agence Cupidon (The Model and the Marriage Broker) de George Cukor : La patiente bavarde
- 1952 : L'Homme tranquille (The Quiet Man) de John Ford : La mère du père Paul
- 1952 : Night Without Sleep de Roy Ward Kaker : La domestique
- 1953 : Titanic de Jean Negulesco : la femme à qui Norman donne sa place
- 1953 : Le soleil brille pour tout le monde (The Sun Shines Bright) de John Ford : la femme du G.A.R. au bal
- 1953 : La Tunique (The Robe) de Henry Koster : La femme de Jérusalem qui vient en aide à Démétrius
- 1953 : Meurtre prémédité (A Blueprint for Murder) d'Andrew L. Stone : Anna Swenson
- 1954 : Une étoile est née (A Star Is Born) de George Cukor : Une invitée de la fête à Malibu
- 1955 : Hell on Frisco Bay de Frank Tuttle : Mrs. Cobb
- 1955 : Prince of Players de Philip Dunne : Sorcière dans Macbeth
- 1955 : Les Implacables (The Tall Men) de Raoul Walsh : Une émigrante
- 1955 : Good Morning, Miss Dove de Henry Koster : La femme dans la banque
- 1956 : La Prisonnière du désert (The Searchers) de John Ford : La femme en noir à Fort Guarding[11]
- 1956 : La Cinquième Victime (While the City Sleeps) de Fritz Lang : Mrs. Manners
- 1956 : Girls in Prison d'Edward L. Cahn : 'Grandma' Edwards
- 1956 : Le Diabolique M. Benton (Julie) d'Andrew L. Stone : La passagère hystérique
- 1957 : L'aigle vole au soleil (The Wings of Eagles) de John Ford : L'infirmière Crumley
- 1958 : La Dernière Fanfare (The Last Hurrah) de John Ford

### Années 1960
- 1960 : Le Sergent noir (Sergeant Rutledge) de John Ford : Nellie
- 1960 : Du haut de la terrasse(From the Terrace) de Mark Robson : La gouvernante de Sandy
- 1961 : Les Deux Cavaliers (Two Rode Together) de John Ford : Hanna Clegg
- 1963 : La Taverne de l'Irlandais (Donovan's Reef) de John Ford : Une membre du conseil de famille
- 1964 : Les Cheyennes (Cheyenne Autumn) de John Ford : Une femme